# Hell in a Cell (2018)
Hell in a Cell (2018) foi um evento de luta livre profissional produzido pela WWE e transmitido em formato pay-per-view pelo WWE Network, que ocorreu em 16 de setembro de 2018 no AT&T Center, em San Antonio, Texas e que contou com a participação dos lutadores dos programas Raw e SmackDown. Este foi o décimo evento da cronologia do Hell in a Cell e também foi o décimo pay-per-view de 2018 no calendário da WWE.
Oito lutas foram contestadas no evento, incluindo uma no pré-show. No evento principal, o qual foi uma luta Hell in a Cell pelo Campeonato Universal entre o campeão Roman Reigns e Braun Strowman com Mick Foley como árbitro convidado, acabou sem vencedor após o antigo campeão, Brock Lesnar, aparecer e atacar ambos os lutadores, deixando-os incapazes de continuar. Esta também foi a luta do contrato Money in the Bank de Strowman. Outra luta Hell in a Cell ocorreu, sendo ela o combate de abertura, onde Randy Orton derrotou Jeff Hardy. Outras lutas proeminentes incluíram AJ Styles controvertidamente mantendo o Campeonato da WWE contra Samoa Joe, Becky Lynch derrotando Charlotte Flair para conquistar seu segundo Campeonato Feminino do SmackDown e Ronda Rousey retendo o Campeonato Feminino do Raw contra Alexa Bliss.

## Antes do evento
Hell in a Cell teve combates de luta profissional de diferentes lutadores com rivalidades e histórias pré-determinadas, que se desenvolveram no Raw e SmackDown Live — programas de televisão da WWE. Os lutadores interpretaram um vilão ou um mocinho seguindo uma série de eventos para gerar tensão, culminando em várias lutas.
No SummerSlam, The Miz derrotou Daniel Bryan graças a esposa de Miz, Maryse, que deu a ele um soco-inglês sem que o árbitro notasse. No SmackDown seguinte, Miz e Maryse zombaram do discurso de aposentadoria de Bryan de dois anos antes. Bryan e sua esposa Brie Bella apareceram e os confrontaram. Bryan chamou Miz de covarde por ter que trapacear para vencer e disse que a gerente geral do SmackDown Paige aprovou uma luta de duplas mistas entre Bryan e Brie contra Miz e Maryse no Hell in a Cell.
No SummerSlam, durante uma luta pelo Campeonato da WWE entre Samoa Joe e o campeão AJ Styles, Joe provocou Styles após desrespeitar sua esposa e filha, que estavam presentes. Um irado Styles atacou Joe com uma cadeira de aço, resultando em Joe vencendo por desqualificação, mas Styles retendo o título. No SmackDown seguinte, Joe atacou Styles por trás durante uma entrevista, e continuou a desrespeitar a família de Styles. Em 24 de agosto, uma revanche entre os dois pelo título foi marcada para o Hell in a Cell.
Em 21 de agosto no episódio do SmackDown, os membros do The New Day, Kofi Kingston e Xavier Woods, derrotaram The Bludgeon Brothers (Harper e Rowan) em uma luta sem desqualificações para conquistar o seu terceiro Campeonato de Duplas do SmackDown. Em 26 de agosto, Paige marcou duas lutas triple threat de duplas com os vencedores se enfrentando pra determinar quem seriam os desafiantes ao título do New Day no Hell in a Cell. Cesaro e Sheamus venceram a primeira triple threat após derrotarem Luke Gallows e Karl Anderson e The Colóns (Primo e Epico) no episódio de 28 de agosto do SmackDown. Rusev e Aiden English venceram a segunda triple threat após derrotarem The Usos (Jimmy e Jey Uso) e os membros do Sanity, Eric Young e Killian Dain no episódio de 4 de setembro do SmackDown, estabelecendo assim uma luta entre Cesaro e Sheamus contra Rusev e English para o episódio de 11 de setembro do SmackDown, que foi vencida por Rusev e English.
No SummerSlam, Roman Reigns derrotou Brock Lesnar para conquistar o Campeonato Universal. Antes do combate começar, o detentor da maleta do Money in the Bank Braun Strowman, apareceu e declarou que ele iria fazer o cash-in (descontar seu contrato) no vencedor da luta e continuou do lado de fora do ringue. Strowman, porém, foi incapacitado por Lesnar durante o combate, prevenindo ele de realizar o cash-in; essa distração permitiu a Reigns derrotar Lesnar. Na noite seguinte no Raw, Strowman mais uma vez tentou fazer o cash-in em Reigns, que estava defendendo seu título contra Finn Bálor, mas foi parado por Dean Ambrose e Seth Rollins que vieram no auxílio de Reigns, reformando o The Shield. Na semana seguinte, Strowman confrontou Reigns e anunciou que ele realizaria o cash-in no Hell in a Cell, dentro da estrutura homônima, prevenindo assim que Ambrose e Rollins pudessem interferir. Em 10 de setembro no episódio do Raw, Mick Foley foi nomeado o árbitro convidado para o combate.
No SummerSlam, Ronda Rousey derrotou Alexa Bliss para conquistar o Campeonato Feminino do Raw. No episódio de 27 de agosto do Raw, Bliss anunciou que ela iria invocar sua cláusula de revanche pelo título no Hell in a Cell.
No Backlash, Jeff Hardy reteve o Campeonato dos Estados Unidos contra Randy Orton. No Extreme Rules, depois de Hardy perder o Campeonato dos Estados Unidos para Shinsuke Nakamura, Orton fez seu retorno à WWE e atacou Hardy. Dois dias depois, no episódio de 27 de julho do SmackDown, Hardy teve uma revanche com Nakamura, mas acabou em empate após Orton atacar Hardy. Na semana seguinte, Orton explicou seus ataques sobre Hardy, afirmando que ele se sentia desrespeitado pelo universo WWE e odiava como eles eram favoráveis a lutadores como Hardy. Na semana seguinte, Orton lançou um terceiro ataque contra Hardy, com a ajuda de Nakamura. Hardy invocou sua cláusula de revanche no SummerSlam, e mais uma vez não conseguiu recuperar o título. Após o combate, Orton apareceu enquanto Hardy estava incapacitado no ringue, apenas para voltar e ir embora. No SmackDown seguinte em 21 de agosto, Orton e Hardy tiveram uma luta que acabou em desqualificação, após Hardy acertar um low-blow em Orton. Hardy, em seguida, começou a atacar Orton ao redor da arena e, eventualmente, se espalhou na área do público. Hardy então executou um Swanton Bomb em Orton sobre uma mesa. No episódio de 28 de agosto do SmackDown, Hardy desafiou Orton para uma luta Hell in a Cell no evento de mesmo nome, que Orton aceitou.
No SummerSlam, Charlotte Flair derrotou Becky Lynch e Carmella em uma luta triple threat para conquistar o Campeonato Feminino do SmackDown. Após o combate, Lynch se tornou vilã e atacou Flair. Nas semanas seguinte, Lynch e Flair se enfrentaram e se atacaram entre elas. Uma luta entre Lynch e Flair pelo título foi marcada para o Hell in a Cell.
Em 3 de setembro no episódio do Raw, Dolph Ziggler e Drew McIntyre derrotaram The B-Team (Bo Dallas e Curtis Axel) para conquistarem o Campeonato de Duplas do Raw. Na semana seguinte, houve uma revanche entre as duas equipes, com Ziggler e McIntyre vencendo novamente e mantendo o título. Uma luta de duplas entre Ziggler e McIntyre e Dean Ambrose e Seth Rollins pelo título foi marcada para o Hell in a Cell.

## Evento
| Papel:             | Nome:                                         |
| ------------------ | --------------------------------------------- |
| Comentaristas      | Michael Cole (Lutas do Raw)                   |
| Comentaristas      | Corey Graves (Lutas do Raw e SmackDown)       |
| Comentaristas      | Renee Young (Lutas do Raw)                    |
| Comentaristas      | Tom Phillips (Lutas do SmackDown)             |
| Comentaristas      | Byron Saxton (Lutas do SmackDown)             |
| Comentaristas      | Carlos Cabrera (espanhol)                     |
| Comentaristas      | Marcelo Rodríguez (espanhol)                  |
| Comentaristas      | Carsten Schaefer (alemão)                     |
| Comentaristas      | Calvin Knie (alemão)                          |
| Anunciadores       | Greg Hamilton (Lutas do 205 Live / SmackDown) |
| Anunciadores       | JoJo (Lutas do Raw)                           |
| Árbitros           | Danilo Anfibio                                |
| Árbitros           | Ryan Tran                                     |
| Painel do pré-show | Jonathan Coachman                             |
| Painel do pré-show | Paige                                         |
| Painel do pré-show | Booker T                                      |
| Painel do pré-show | David Otunga                                  |
| Painel do pré-show | Peter Rosenberg                               |

## Resultados
| Nº                                          | Resultados                                                                                           | Estipulações | Tempo |
| ------------------------------------------- | --- | --- | ----- |
| Pré- show                                   | The New Day (Big E e Kofi Kingston) (com Xavier Woods) (c) derrotou Rusev e Aiden English (com Lana) | Luta de duplas pelo Campeonato de Duplas do SmackDown                                                                                         | 8:55  |
| 1                                           | Randy Orton derrotou Jeff Hardy                                                                      | Luta Hell in a Cell | 25:00 |
| 2                                           | Becky Lynch derrotou Charlotte Flair (c)                                                             | Luta individual pelo Campeonato Feminino do SmackDown                                                                                         | 13:55 |
| 3                                           | Dolph Ziggler e Drew McIntyre (c) derrotaram Seth Rollins e Dean Ambrose                             | Luta de duplas pelo Campeonato de Duplas do Raw                                                                                               | 22:50 |
| 4                                           | AJ Styles (c) derrotou Samoa Joe                                                                     | Luta individual pelo Campeonato da WWE | 19:00 |
| 5                                           | The Miz e Maryse derrotaram Daniel Bryan e Brie Bella                                                | Luta de duplas mistas | 13:00 |
| 6                                           | Ronda Rousey (c) (com Natalya) derrotou Alexa Bliss (com Alicia Fox e Mickie James) por submissão    | Luta individual pelo Campeonato Feminino do Raw                                                                                               | 12:05 |
| 7                                           | Roman Reigns (c) vs. Braun Strowman acabou sem vencedor                                              | Luta Hell in a Cell pelo Campeonato Universal da WWE com Mick Foley como o árbitro; Esta foi a luta do contrato Money in the Bank de Strowman | 24:00 |
| (c) – Refere-se aos campeões antes da luta. | | |       |